# Metro Thành phố México
Metro Thành phố México (tiếng Tây Ban Nha: Metro de la Ciudad de México) là một hệ thống metro phục vụ vùng đô thị của Thành phố México, bao gồm một số thành phố tự trị ở bang México. Được vận hành bởi Sistema de Transporte Colectivo (STC), nó là hệ thống metro lớn thứ hai ở Bắc Mỹ sau Tàu điện ngầm Thành phố New York. Vào năm 2019, hệ thống này đã phục vụ 1,655 tỷ lượt hành khách, khiến nó là hệ thống metro có số lượng hành khách cao thứ mười trên thế giới.
Tuyến metro STC ban đầu dài 12,7 km, có 16 ga và mở cửa cho công chúng vào ngày 4 tháng 9 năm 1969. Hệ thống đã mở rộng kể từ đó. Tính đến năm 2015, mạng lưới metro này có 12 tuyến, phục vụ 195 nhà ga, và dài 226,49 kilômét (140,73 mi) (gồm cả Tuyến 12 mới khai truơng). Mười trong số các tuyến là tàu điện ngầm bánh lốp. Thay vì bánh xe thép truyền thống, chúng sử dụng lực kéo khí nén, ít tiếng ồn và và chạy êm hơn ở những vùng đất không ổn định của Thành phố Mexico. Hệ thống này đã không bị hư hại sau trận động đất ở Thành phố Mexico 1985.